# Focivilág
A Focivilág egy már megszűnt magyar sporthetilap, amely 1993 és 2006 között jelent meg.

## Története
A Focivilág című lapot három huszonéves fiatalember, Csizmazia Zoltán, Dévényi Zoltán és Halász Zoltán álmodták meg, akiket egy másik sportág csúcsbajnoksága, az észak-amerikai profi kosárlabdaliga (NBA) szeretete hozott össze egy szurkolói klubban.
1993 nyarán néhány fénymásoltan sokszorosított számmal már teszteltek egy szűk réteget, az egyöntetű pozitív visszajelzések után az újságírással éppen ismerkedő fiatalok saját erőből, szülői segítséggel alapították meg a lapot, amelynek első – országos, hírlapárusi terjesztésben megjelent száma – 1993. november 11-én került a standokra.
A kéthetente, fekete-fehérben, kék kísérőszínnel jelentkező Focivilág célja egyértelmű volt: a nemzetközi labdarúgás történéseinek, eseményeinek szakszerű, részletes, statisztikus bemutatása, ami újdonság volt Magyarországon. A lap kiemelt figyelmet fordított a topligákra (maga a kifejezés is általa lett közismert, használatos, 1995-től ezen a címen könyvsorozatot is kiadott), valamennyi európai bajnokság eredményeit közölte. Pontos és páratlanul részletes eredményközlés, tárgyilagos stílus, szakszerű elemzések és összeállítások jellemezték.
A Focivilág 1995-ben indította útjára a Topligák könyvsorozatot. Ezekben a lehető legnagyobb részletességgel mutatta be az öt topliga (az angol Premier League, a francia Ligue 1, a német Bundesliga 1, az olasz Serie A és a spanyol Primera División) adott szezonját, a csapatokat és játékosaikat, a bajnokságot fordulókra bontva és egészében, statisztikákkal, érdekességekkel kiegészítve. Megjelent kötetei: Topligák 1994–1995, Topligák 1996–1997, Topligák 2001 és Topligák 2002–2003.
A lap úttörőszerepet vállalt a közösségépítés, egyéb szolgáltatások területén, a honi szurkolói kultúra kialakulásában, megerősödésében megkerülhetetlen tényező volt az első számtól jelentkező ultrarovata, amely Sándor Mihály szerkesztésében Fanatifo néven vált kedveltté.
Szerkesztőgárdája Magyarországon elsőként és egyedülálló módon 1996-ban videokazettát jelentetett meg Szurkolók ’95 címmel, amelyben bemutattuk valamennyi NB I-es labdarúgócsapat szurkolóit, ultráit. A Mravik Gusztáv felvételeiből készített, általa szerkesztett közel kétórás anyag átfogó képet adott arról, hogy hol tartott 1995-ben a magyar szurkolási kultúra.
A Focivilág korát megelőzve, már 1994-ben részletes mérkőzés- és játékelemző statisztikákat közölt (lövések, kapura lövések, szerelések, szabálytalanságok), a lap hasábjain indult az első magyarországi futballmenedzser-játék is. 1996 nyarán a továbbra is saját kiadású lap tulajdonosai havonta megjelenő könyv formájában képzelték el a folytatást, amiből két kötet készült.
A próbálkozás nem volt sikeres, egy rövid ideig szünetelt is a megjelenés, majd 1997 tavaszán vett új fordulatot a lap sorsa, amikor az alapító Dévényi Zoltán irányításával a Semic Interprint kiadóhoz került. A lap innen kezdve nagyobb terjedelemben, színes borítóval, poszterekkel jelentkezett, 1998 májusától pedig (Harmos Zoltán szerkesztésével) már hetente került az újságárusokhoz.
A 2000-es Európa-bajnokság alatt Harmos Zoltán főszerkesztésével indult el a Futballcsillagok című, 48 oldalas, havonta megjelenésre került futballmagazin, amelynek célja a sportág legkiemelkedőbb alakjainak bemutatása volt. Rendszeresen négy játékosról (poszter melléklettel) és egy klubról tájékozódhatott az olvasó egy adott szám hasábjain. A kiadványok különlegessége volt a lap közepén elhelyezkedő, fekete-fehér História melléklet, melyben régi idők labdarúgásáról olvashatott az érdeklődő, a Focivilágtól megszokott statisztikai részletességgel. A magazinból nyolc szám jelent meg.
Szakmai konzultánsként és a kézikönyvtár összeállítójaként részt vettünk az Adoc-Semic gondozásában megjelent alábbi kiadványban: Clive Clifford – Futball Enciklopédia.
A Focivilág a sportkönyvek kiadásában Magyarországon sokáig piacvezetőnek számító Aréna 2000 kiadóval együttműködve több könyv elkészítésében is tevékenyen részt vett. A Focivilág munkatársainak tollából jelentek meg kötetek az alábbi sorozatokban: „Minden idők legjobb futballistái”, „A világ legjobb futballistái”, „A világ leghíresebb futballklubjai”. Szerzőink ezen kívül közreműködtek a kiadó gondozásában 1997-től kezdődően megjelenő (az 1998-tól 2004-ig két kötetben kiadott) Futballévkönyv nemzetközi részének elkészítésében is.
A Focivilág 14 évfolyamon keresztül szolgálta olvasóit, a lap utolsó, 552. száma 2006. november 8-án jelent meg.
A lap szerkesztősége 2007 tavaszán az angol nyelvű Global Soccer című kiadvánnyal jelentkezett, amely egyedülálló módon foglalkozott a világ labdarúgásával, és igyekezett havonta a lehető legteljesebben összegyűjteni a sportág történéseit.

## Főszerkesztői
Dévényi Zoltán (1993-2006)